# I (The Magnetic Fields)
I è il settimo album in studio del gruppo musicale statunitense The Magnetic Fields, pubblicato nel 2004.

## Tracce
1. I Die – 2:14
2. I Don't Believe You – 3:40
3. I Don't Really Love You Anymore – 2:33
4. I Looked All Over Town – 2:39
5. I Thought You Were My Boyfriend – 4:24
6. I Was Born – 2:01
7. I Wish I Had an Evil Twin – 3:16
8. If There's Such a Thing as Love – 2:57
9. I'm Tongue-Tied – 2:49
10. In an Operetta – 2:02
11. Infinitely Late at Night – 2:45
12. Irma – 2:23
13. Is This What They Used to Call Love – 3:04
14. It's Only Time – 4:25

## Formazione
- Stephin Merritt - voce, strumenti, produzione
- Claudia Gonson - batteria, percussioni, piano, clavicembalo, cori
- Sam Davol - violoncello
- John Woo - chitarra, banjo, sitar